# Buschbad
Buschbad ist ein Ortsteil von Meißen in Sachsen. Er liegt drei Kilometer südwestlich von Meißen im Tal der Triebisch und gehört zur Gemarkung Dobritz.

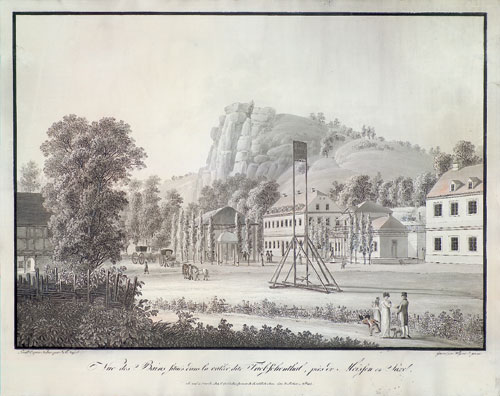
Buschbad 1815

## Geographie
Buschbad liegt in der Talsohle des tief eingeschnittenen Triebischtales zwischen Garsebach und dem Meißner Stadtteil Triebischtal. Das Bestimmungswort Busch nimmt dabei Bezug auf die am Ort baumreiche Umgebung. Westlich erhebt sich ein 60 bis 80 m hoher Pechsteinzug mit dem Götterfelsen und der Kuppe der Hohen Eifer.

## Geschichte

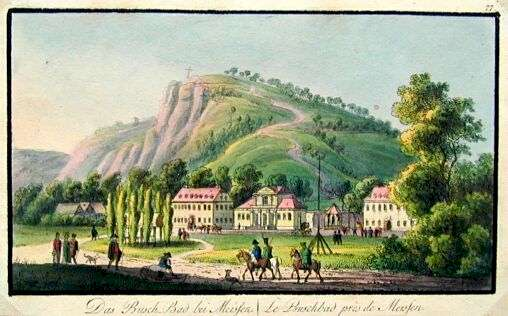
Die Kaltwasseranstalt Buschbad um 1830

### Das Buschbad
Der 1746 in Lommatzsch geborene Amtsphysikus und Arzt der Fürstenschule St. Afra, Dr. Peter Johann Daniel Lutheritz, entdeckte 1796 unweit der Busch-Mühle im wildromantischen Triebischtal eine eisenhaltige Quelle (Eisensäuerling). Lutheritz ließ das Wasser u. a. von Johann Gottfried Leonhardi chemisch untersuchen und errichtete 1797 nach der Bestätigung der Heilwirkung eine Kaltwasser-Heilanstalt mit Badehaus und Wohngebäude für die Badegäste. Noch im gleichen Jahr erklärte man die Quelle zum Gesundbrunnen. Der für die Anstalt gewählte Name „Buschbad“ wurde auch teilweise von der benachbarten Busch-Mühle abgeleitet. Bereits 1811 verkaufte Lutheritz das Bad wieder. Das Bad ging nun aus ärztlichem Besitz in Laienhände. Als die Mineralquelle dann auch noch in ihrer Intensität nachließ, ging man zur Nutzung fremder Mineralwässer und zur Verabreichung von Milchkuren über. Zwar zeigen Lithografien, dass das Bad noch um 1830 genutzt wurde aber es entwickelte sich zunehmend zum reinen Vergnügungsort.
Besonders an den Wochenenden und an Feiertagen wurde das ehemalige Heilbad ein vielbesuchtes Ausflugsziel der Meißner Bürger. Das Buschbad hatte außerdem das Schankrecht für auswärtige Biere. An Sommertagen vergnügten sich hier nicht selten bis zu 200 Personen bei Tanz und Spiel. Das Buschbad galt damit weiter als ein kleiner aber vornehmer Ort der Erholung. Eine Sage berichtet sogar über die hier stattgefundene heimliche Verlobung des preußischen Königs Friedrich Wilhelm III. (Preußen) mit Auguste von Harrach der späteren Fürstin von Liegnitz im Jahre 1824. Um 1840 sank die ehemalige Heilanstalt zum Restaurationsgarten herab welcher kaum noch besucht wurde. Im Jahre 1851 kaufte der Apotheker Karl Louis Aubert die Einrichtungen, um sie zu erneuern und vor allem zu erweitern. Schon 1857 wurde alles wieder an den Dr. phil. Herz verkauft der dort Nerven- und Geisteskranke behandelte. Seine Ehefrau führte hier orthopädische Behandlungen durch. Weitere Besitzerwechsel folgten und um 1871 werden die Gebäude als Bad ohne Benutzung beschrieben. Die Häuser des einstigen Buschbades wurden teilweise verpachtet oder verkauft und zu Wohnzwecken genutzt.

### Die Buschmühle
Die Buschmühle ist heute die einzig erhaltene Wassermühle in Meißen und wurde saniert. Sie befand sich von 1868 bis 1946 im Privatbesitz. Im Jahre 1906 erfolgte der Abriss der alten Mühlengebäude und man baute die noch bis 1990 in Betrieb befindliche moderne Großmühle. Die Buschmühle hatte ab 1930 ein Anschlussgleis zur Schmalspurbahn Wilsdruff–Gärtitz. Zur Meißner Güterstraßenbahn gab es ebenfalls ein Anschlussgleis. 1942 baute man eine Spiralturbine zur Nutzung der Wasserkraft ein. Später folgte noch der Einbau eines Elektromotors als Reserveantrieb bei eventuellen Wassermangel. Im Jahre 1946 wurde die Mühle enteignet, dann 1950 zum VEB-Betrieb umgewandelt und 1951 dem Rat des Kreises Meißen unterstellt. 1953 hatte die Mühle 30 Beschäftigte und eine Vermahlung von 6588 Tonnen Roggen und Weizen. Gearbeitet wurde im Dreischichtbetrieb. Der Maschinenpark wurde bis 1990 zwar ständig erneuert und erweitert doch gab es noch immer den Zentralantrieb über Transmissionen. Bis 1986 hat man hier Roggenmehl hergestellt. Mittels der Hammermühlen wurden 1989 täglich 50 Tonnen Schrot und mittels Walzenstühlen 30 Tonnen Weizenmehl hergestellt. Die Betriebseinstellung erfolgte am 12. April 1990. Die Anlage beherbergt heute eine Physiotherapie und Einrichtungen des betreuten Wohnens sowie eine Gaststätte.

### Die Ton- und Schamottewarenindustrie
In der Triebischschleife unterhalb des Götterfelsens entstanden ab 1875 mehrere Ton- und Schamottewarenfabriken. Die Firma Julius Tittelbach war seit 1875 auf die Herstellung von Terrakotten und Klinkerwaren spezialisiert. Um 1882 begann man dann mit der Herstellung von Fußwegpflastersteinen, welche auch als Moppel- oder Seifensteinchen bekannt sind. Sie erinnern in Form und Farbe an Seifenstücke. Im Stadtbild von Meißen kann man auf verschiedenen Gehwegen derartige Pflasterung noch vorfinden.
Die Meißner Schamotte- & Tonwarenfabrik G.m.b.H. war 1872 als Handstrichziegelei gegründet und 1888 an die Meißner Firma Otto & Schlosser verkauft worden. Es entstand nun am Ort eine moderne Dampfziegelei. Der Lehm wurde in unmittelbarer Nähe abgebaut. Ab 1890 firmierte sich das Unternehmen als Meißner Chamotte- und Thonwaarenfabrik G.m.b.H. und das Sortiment wurde erweitert. Im Jahre 1892 war die Fertigstellung eines neuen Fabrikgebäudes mit Brennöfen für die Produktion von Kanalisationsrohren auf dem gegenüberliegenden Grundstück. Ab 1907 stellte man dort auch Steinzeug-Fußbodenplatten (Mosaikplatten) her. Um 1929 lag deren jährlicher Exportanteil bei 150.000 Quadratmetern. Derartige Fußbodenplatten aus der Fabrik sind heute ebenfalls noch erlebbar. Zum Beispiel in der Porzellanmanufaktur Meißen, dem Bahnhof Meißen oder im Meißner Dom.
Die Meißner Schamotte-Ofen-Fabrik Paul Körner Meißen-Buschbad war eine kleinere Ofenfabrik die von einer Töpfer-Produktivgenossenschaft als Schleichschen Porzellanfabrik am Buschbad 1889 gegründet wurde. Paul Körner kaufte 1898 die Fabrik mit 5 Brennöfen und stellte dort vorwiegend Kachelöfen her. Man führte außerdem Ofensetzarbeiten durch und übernahm Reparaturen.
Nach der Enteignung 1946 und die Zusammenfassung der Kleinbetriebe entstanden die VEB Schamotte- und Klinkerwerke Meißen. Ab 1972 erfolgte dort die schrittweise Einstellung der Produktion sowie der Abriss der alten Anlagen. Es erfolgte der Umbau zum Forschungs- und Entwicklungsbetrieb mit einer Produktion von Spezialkeramik. Hergestellt wurden hier zum Beispiel Erzeugnisse aus keramischen Fasern und weiteres feuerfestes Material.
Nach 1945 gab es an der Ossietzkystraße den Wissenschaftlich–technischen Betrieb Keramik Meißen (WTK). Das WTK war ein Entwicklungsbetrieb für die feinkeramische Industrie. Zum Beispiel wurde hier des Feuerfest–Porzellan Cardoflam welches später im Porzellanwerk Freiberg mit einer Exportrate von 60 Prozent hergestellt wurde entwickelt. Exportiert wurden diese Porzellanerzeugnisse zum Beispiel nach Italien, Polen, Sowjetunion und in die skandinavischen Länder. Im Jahre 1990 erfolgte die Umbildung des WTK zum Innovations–Centre Ceramics GmbH, heute Keramik-Institut Meißen GmbH.

### Das Jacobiwerk

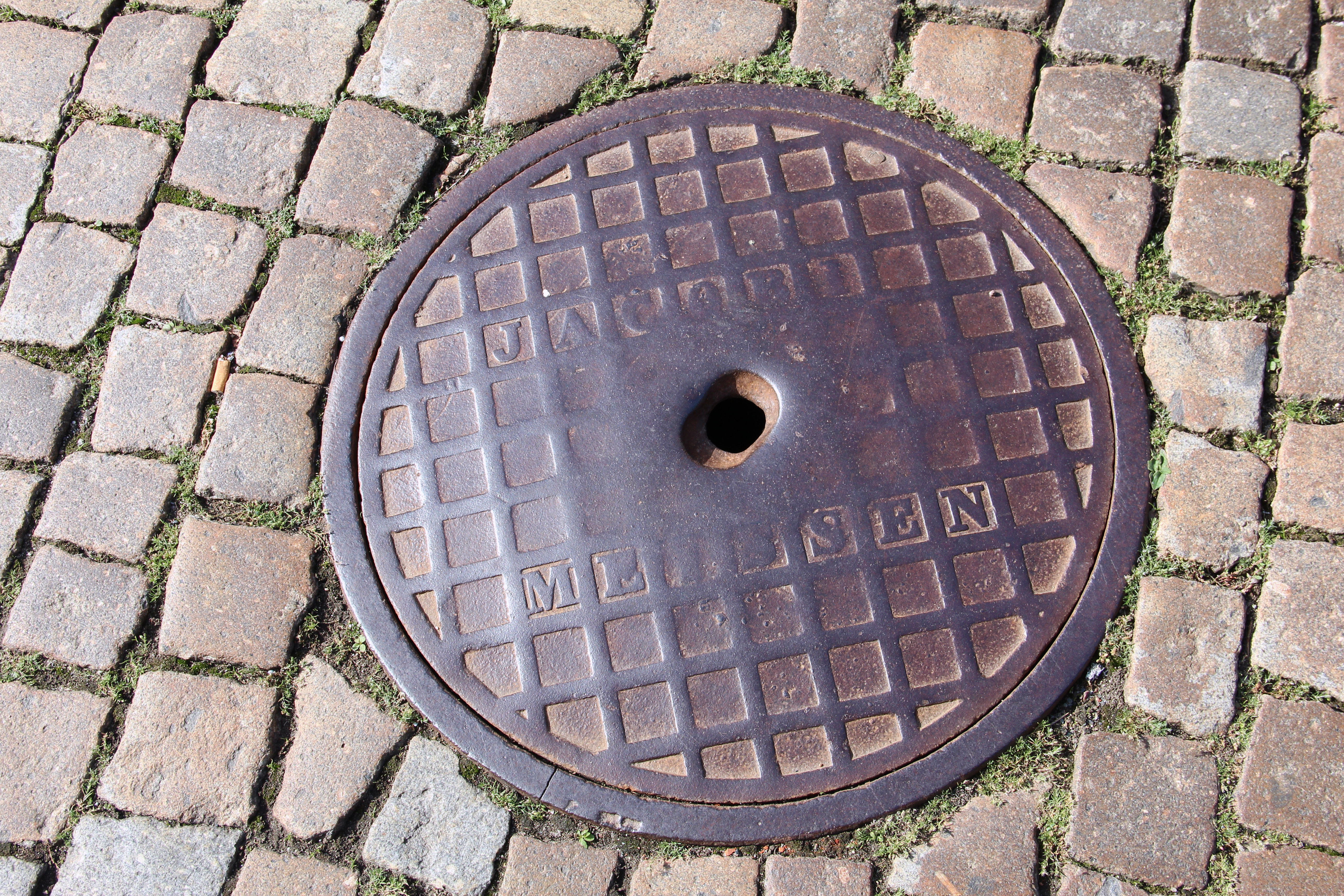
Kanaldeckel aus dem Jacobiwerk in Meißen

Der erste gegründete Industriebetrieb in Meißen war das Jacobiwerk im Triebischtal. Im Jahre 1834 erwarben die Gebrüder Carl und Franz Ludwig Jacobi die alte Lederwalke unterhalb der Hohen Eifer und bauten diese zur Eisengießerei und Maschinenfabrik um. Am 9. Juli 1835 war die Inbetriebnahme der Eisengießerei. Um 1840 beschäftigte man dort bereits bis zu 70 Arbeiter. 1897 erfolgte die Umwandlung der Meissner Eisengießerei und Maschinenfabrik in die Jacobiwerk Actiengesellschaft. Hergestellt wurden Eisenkonstruktionen wie Brücken, Fabrikbauten, Fabrikhallen, Dächer, Dampfkessel, Dampfmaschinen, Kanaldeckel und Ausrüstungsgegenstände für Ziegeleien. Im Stadtbild von Meißen kann man noch heute gusseiserne Kanaldeckel mit der Aufschrift Jacobi Meissen finden. Man baute zum Beispiel 1888 den gesamten Stahlüberbau von zwei Viadukten der neuen Bahnstrecke Annaberg-Buchholz–Schwarzenberg. 1896 gab es hier 389 Beschäftigte. Im Geschäftsjahr 1901/02 erreichte das Unternehmen einen Umsatz von 1.842.880 Mark.
Durch einen Patent-Prozess, der 1907 mit einem Vergleich endete, kam es zu großen Verlusten. Im Jahre 1909 erfolgte die Liquidation sowie der Verkauf der gesamten Werksanlagen an die Dresdner Gasmotorenfabrik AG vormals Moritz Hille (Hille-Werke). Das Unternehmen im Triebischtal wurde jetzt als Zweigwerk der Hille-Werke unter dem alten Firmennamen Jacobiwerk Meißen weitergeführt. Um 1920 wurden dort Werkzeugmaschinen, Lastkraftwagen sowie Omnibusse hergestellt. Im Jahre 1929 haben die Hille-Werke das Zweigwerk aufgegeben und geschlossen. Ab 1936 Abriss der Fabrikanlagen und die Sprengung von drei Schornsteinen sowie der großen Werkhalle. 1940 Verkauf vom Gelände an die Zuckerfabrik Gebrüder Langelütje Meißen, die dort Futtermagazine für Heu und Stroh aufstellte.
Nach dem Zweiten Weltkrieg legte man auf dem Gelände zunächst 45 Kleingärten an, die man vorrangig an Betriebsangehörige der Zuckerfabrik Elbdom Meißen vergab. An dieser Stelle entstand ab 1954 eine Wohnsiedlung. Letztes Gebäude vom ehemaligen Jacobiwerk war bis 1988 das alte Pförtnerhaus, welches bis zum Abriss noch als Annahmestelle für Altstoffe genutzt wurde.

## Verkehr
Buschbad hatte ab 1943 einen Bahnhof an der bis 1966 betriebenen Schmalspurbahn Wilsdruff – Meißen-Triebischtal – Lommatzsch. Zudem fuhr seit dem 1. April 1900 die Meißner Straßenbahn vom Bahnhof Meißen bis zur Endstation am Buschbad. Nach Einstellung des Straßenbahnverkehrs übernahmen ab 1. März 1936 Omnibusse den Personenverkehr. Ab dem 20. September 1900 fuhr die Güterstraßenbahn bis zum Buschbad und bediente die an der Strecke liegenden Unternehmen über Anschlussgleis mit Kohle und anderen Gütern. Am 31. Dezember 1967 wurde der Güterverkehr eingestellt. Heute verkehrt eine Stadtverkehr–Buslinie der Verkehrsgesellschaft Meißen mbH auf der Linie C (Buschbad – Busbahnhof – Krankenhaus) bis zum Buschbad.